# Fédération d'Asie de l'Ouest de football
La Fédération de l'Asie de l'Ouest de football, ou (en) West Asian Football Federation (WAFF), est une fédération internationale de football regroupant des fédérations nationales d'Asie de l'Ouest.
Elle organise le Championnat d'Asie de l'Ouest de football depuis 2000.

## Fédérations membres
La WAFF est fondée en 2001 et compte au moment de sa création 6 membres : l'Iran,  l'Irak,  la Jordanie,  le Liban,  la Palestine et la Syrie. En 2009, elle accueille 3 pays du Golfe Persique, le Qatar, le Yémen et les Émirats arabes unis. Enfin, en 2010, 4 nouvelles fédérations rejoignent l'association, portant le nombre de membres à 13. Il s'agit d'Oman, de l'Arabie saoudite, de Bahreïn et du Koweït. Le nombre de membre est passé à 12 à la suite du départ de l'Iran en juin 2014 pour rejoindre la Fédération d'Asie Centrale.
| Nation              | Fédération | Équipe nationale                           | Championnat national | Membre depuis |
| Arabie saoudite     | Fédération | Équipe d'Arabie saoudite de football       | Championnat          | 2010          |
| Bahreïn             | Fédération | Équipe de Bahreïn de football              | Championnat          | 2010          |
| Émirats arabes unis | Fédération | Équipe des Émirats arabes unis de football | Championnat          | 2009          |
| Irak                | Fédération | Équipe d'Irak de football                  | Championnat          | 2001          |
| Jordanie            | Fédération | Équipe de Jordanie de football             | Championnat          | 2001          |
| Koweït              | Fédération | Équipe du Koweït de football               | Championnat          | 2010          |
| Liban               | Fédération | Équipe du Liban de football                | Championnat          | 2001          |
| Oman                | Fédération | Équipe d'Oman de football                  | Championnat          | 2010          |
| Palestine           | Fédération | Équipe de Palestine de football            | Championnat          | 2001          |
| Qatar               | Fédération | Équipe du Qatar de football                | Championnat          | 2009          |
| Syrie               | Fédération | Équipe de Syrie de football                | Championnat          | 2001          |
| Yémen               | Fédération | Équipe du Yémen de football                | Championnat          | 2009          |